# The Best Of (Nobraino)
The Best Of è il primo album in studio del gruppo musicale italiano Nobraino pubblicato il 1º agosto 2006 dall'etichetta discografica indipendente Mediane.

## Descrizione
L'album, prodotto da Andrea Felli, raccoglie in 12 tracce i lavori del gruppo dagli esordi sino al 2006, anno di uscita del disco. Le tracce Cecilia e Le leggi del mercato universale erano già state pubblicate sull'EP d'esordio Pressapochismi del 2001.
Dall'album vengono estratti i singoli Spider italiana e Piena gioventù con i relativi video musicali.
Con l'album i Nobraino vincono il Premio IMAIE 2006 come miglior album di esordio.

## Tracce

### CD
Testi e musiche di Lorenzo Kruger e Nestor Fabbri.
1. Partì per l'America – 4:00
2. Cecilia – 2:48 – (Da Pressapochismi, 2001)
3. Piena gioventù – 2:45
4. Domenical cliché – 2:59
5. I signori della corte – 5:21
6. Il giro del mondo senza di te – 2:38
7. Strano e inaffidabile – 4:29
8. Nano e calvo – 3:17
9. Marylou – 4:25
10. Le leggi del mercato universale – 4:07 – (Da Pressapochismi, 2001)
11. Spider italiana – 2:28
12. Zumpappà – 3:17

### CD Single Promo
Testi e musiche di Lorenzo Kruger e Nestor Fabbri.
1. Piena gioventù – 2:45

## Crediti
- Lorenzo Kruger - paroliere e voce
- Nobraino - musiche
- Andrea Felli - produzione